# Sten Andersson

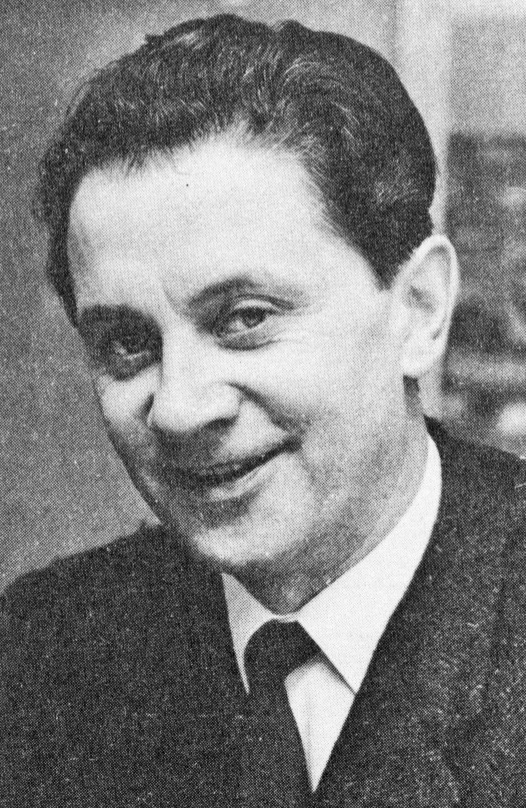
Sten Andersson in 1970

Sten Andersson (Stockholm, 20 april 1923 - Stockholm, 16 september 2006) was een Zweeds sociaaldemocratisch politicus.
Hij werkte nauw samen met Olof Palme, oud-premier van Zweden, en werd internationaal bekend door zijn bijdrage aan de Palestijnse onafhankelijkheid van Israël.
Op 16 september 2006 overleed Andersson onverwachts aan een hartaanval. Hij werd 83 jaar.

## Politieke carrière
- Minister van Buitenlandse Zaken (1985-1991)
- Minister van Sociale Zaken (1982-1985)
- Lid van het Zweedse Parlement (1966-1994)
- Commissielid van de Sociaal Democratische Arbeidspartij (1962-1993)
- Secretaris van de Sociaal Democratische Arbeidspartij (1962-1982)

- Gemeinsame Normdatei: 140500820
- International Standard Name Identifier: 0000 0000 5149 6967
- Library of Congress Control Number: n94090463
- LIBRIS: 203482
- Virtual International Authority File: 43536274
- WorldCat: E39PBJhCHgWcmcdcQqpC7TVV4q